# Kŭmya-gun
Kŭmya-gun (koreanska: 금야군) är en kommun i Nordkorea.   Den ligger i provinsen Hamnam, i den centrala delen av landet, 140 km öster om huvudstaden Pyongyang.